# Єгорова Наталія Сергіївна
Єгорова Наталія Сергіївна (рос. Егорова Наталья Сергеевнаа; нар. 22 серпня 1950, Ставрополь, РРФСР, СРСР) — радянська і російська акторка театру і кіно, театральна режисерка та педагогиня. Заслужена артистка Росії (1994). Лауреатка Державної премії РФ у галузі літератури та мистецтва (2001). Народна артистка Росії (2002).
11 березня 2014 року підтримала загарбницьку політику президента Росії Володимира Путіна щодо Російської анексії Криму, підписавшись під колективним зверненням до російської громадськості «Діячі культури Росії — на підтримку позиції Президента по Україні та Криму» серед решти діячів російської культури. Фігурантка бази даних центру «Миротворець».

## Життєпис
Наталія Єгорова народилася 22 серпня 1950 року в Ставрополі в сім'ї військовика. Згодом родина переїхала в місто Усольє-Сибірське, де вона закінчила школу. 
У 1968—1969 роках навчалася в Іркутському театральному училищі, не закінчивши його, вирішила їхати в Москву. У 1975 році закінчила Школу-студію МХАТ (курс Віктора Монюкова). 
Після закінчення Школи-студії МХАТ стала акторкою Нового драматичного театру у Москві, де пропрацювала до 1984 року. 
З 1989 року — акторка МХТ ім. А. П. Чехова. 
З 2010 року — режисерка і педагогиня Майстерні Н. Л. Скорика.
У кіно дебютувала в 1970 році, знімається у фільмах та телесеріалах — зіграла понад 90 ролей, у тому числі і в українських кінострічках.

## Родина
У студентські роки одружилася з однокурсником Миколою Попковим (Глинським), що став сценаристом і режисером. Вони прожили разом 16 років і розлучилася. Мали одного сина.

## Фільмографія
- «Місто першого кохання» (1970, Віка)
- «Канал» (1975, Аня; Кіностудія імені Олександра Довженка)
- «Старший син» (1975, Ніна, дочка Сарафанова)
- «Повторне весілля» (1975, Ліда)
- «Два капітани» (1976, Саша Григор'єва, Сашкова сестра)
- «Терміновий виклик» (1978, Наталія Миколаївна, Сергієва коханка)
- «Стратегія ризику» (1978, Аня Бекетова, геологиня)
- «Друга весна» (1979, Євдокія Трохимівна Перевалова)
- «Поема про крила» (1979, акторка)
- «Дачне життя» (1979, фільм-спектакль; Ольга Дмитрівна)
- «Політ з космонавтом» (1980, Марина)
- «Очікування» (1980, Маша Павлова (озвучила Лариса Даниліна)
- «Повінь» (1981, Олена)
- «Ніч голови» (1981, Ліда)
- «Третій вимір» (1981, Марія Вікторівна)
- «Штормове попередження» (1981, Віра Василівна)
- «Наказ: вогонь не відкривати» (1981, медсестра Катерина)
- «Закоханий за власним бажанням» (1982, відпочивальниця)
- «Народився я в Сибіру» (1982, Лідія Кузьмівна)
- «Наказ: перейти кордон» (1982, медсестра Катерина)
- «Слідство ведуть ЗнаТоКі. Він десь тут» (1982, Таїсія Миколаївна Снєжкова, коханка Артамонова)
- «Магістраль» (1983, провідниця Світлана)
- «Термін давності» (1983, Рая Базовкіна)
- «Радуниця» (1984, Віра Русак)
- «Дівчинка з міста» (1984, Дарина Шаліхіна)
- «Ось моє село...» (1985, Марина Дилдіна)
- «Місто над головою» (1985, Клавдія)
- «55 градусів нижче нуля» (1986, слідча)
- «Не забудьте вимкнути телевізор» (1986)
- «Арифметика любові» (1986, Тетяна Усольцева)
- «Залізне поле» (1986, секретарка КПРС, приймає в партію)
- «Зустрічна смуга» (1986, Катерина Іванівна Терьохіна, дружина Олега Олеговича)
- «Без сонця» (1987, Василиса Карпівна, дружина Костильова)
- «Мій бойовий розрахунок» (1987, Зіна)
- «Дитячий майданчик» (1987)
- «Дні і роки Миколи Батигіна» (1987)
- «Білі ворони» (1988, Тамара Миколаївна Проніна, слідча, капітан міліції)
- «За ким заміжня співачка?» (1988)
- «Об'єктивні обставини» (1988)
- «Життя Клима Самгіна» (1988, Маргарита, перша жінка Клима)
- «Кому на Русі жити...» (1989, Віра)
- «Хочу зробити зізнання» (1989, Клара Степанівна Власюк; «Укртелефільм»)
- «Гріх» (1991, «Укртелефільм»)
- «Жінка для всіх» (1991, Марія Степанівна; Кіностудія імені Олександра Довженка)
- «Білі одежі» (1992, Ольга Сергіївна Посошкова)
- «Луна-парк» (1992, Альона)
- «Острів любові» (1995—1996, телесеріал, «Укртелефільм»; Антоніна Цюпа)
- «Три сестри» (1997, фільм-спектакль)
- «Далекобійники» (2001, телесеріал; Ніна Іванівна Афанасьєва)
- «Чайка» (2001, фільм-спектакль; Поліна Андріївна)
- «Далекобійники 2» (2004, телесеріал; Ніна Іванівна Афанасьєва)
- «Критичний стан» (2002, Україна)
- «Нас не наздогнати» (2007, Маришева)
- «Повне дихання» (2007, тітка Каті; Росія—Україна)
- «Одружити Казанову» (2009, Ксенія, мати Артема; Україна)
- «Дворянське гніздо» (2011, фільм-спектакль; Марія Дмитрівна Калитіна)
- «Далекобійники 3» (2012, телесеріал; Ніна Іванівна Афанасьєва)
- «Купрін» (2014, телесеріал)
- «Ходіння по муках» (2017, телесеріал; Софія Іванівна, дружина підполковника Тьотькіна)
- та інші